# 眭元進
眭元進（？—200年），東漢末年人物，袁紹部下為督將。官渡之戰時與淳于瓊護送糧草，被斬殺。《三國演義》中淳于瓊，督領部將眭元進、韓莒子、呂威璜、趙叡等守衛糧倉，眭元進與趙叡運糧途中與曹軍交戰被殺。